# Fryderyk Zoll (1899–1986)
Fryderyk Zoll, ps. „Kozłowski” (ur. 11 listopada 1899 w Krakowie, zm. 25 lipca 1986 w Warszawie) – oficer Wojska Polskiego i Armii Krajowej, inżynier.

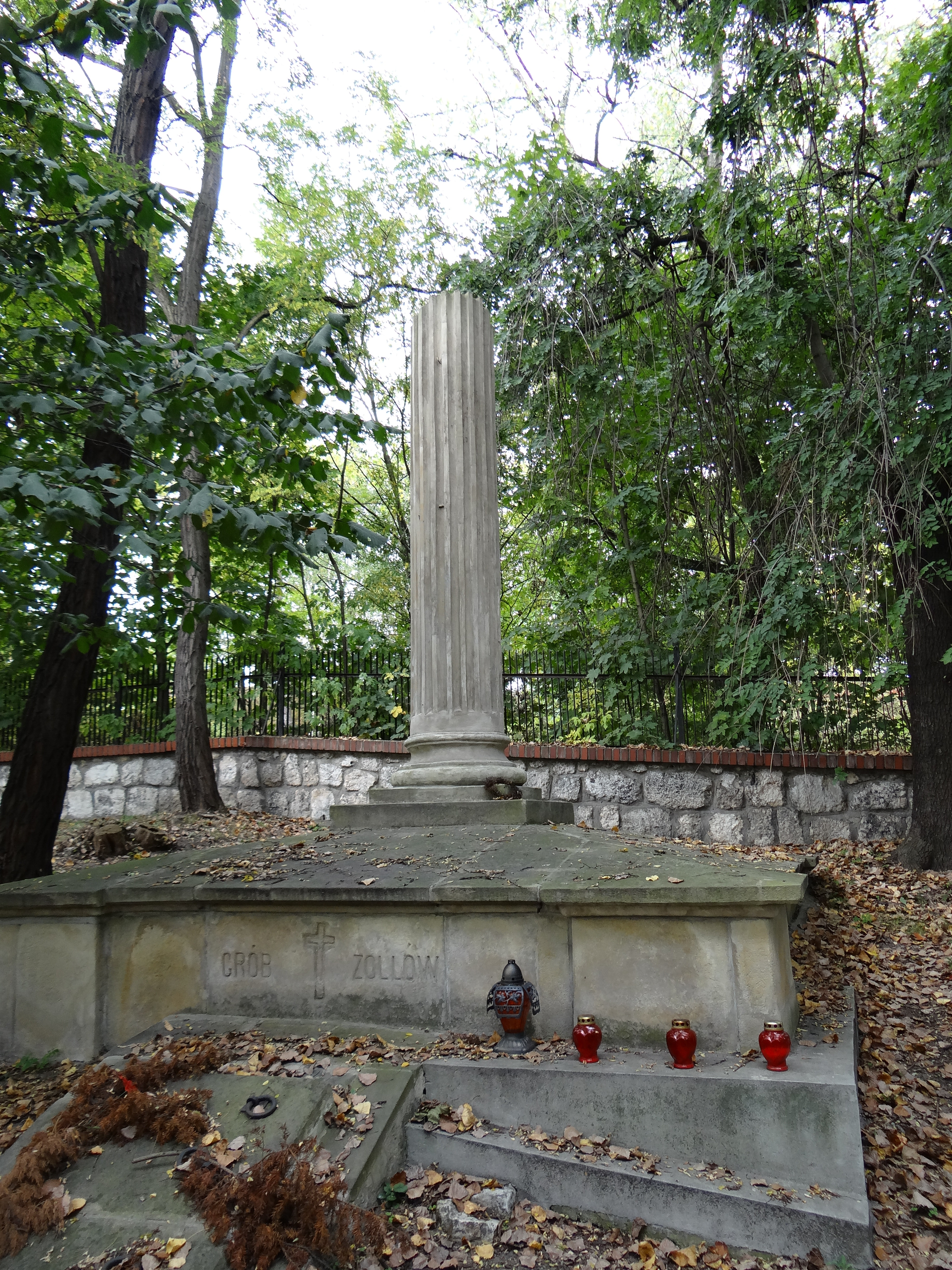
Grobowiec Zollów

## Życiorys
Urodził się 11 listopada 1899 w Krakowie. Był synem Fryderyka (1865–1948, profesor prawa UJ) i Adeli z Hoschów. W szeregach Wojska Polskiego uczestniczył w wojnie polsko-ukraińskiej 1918 i w wojnie polsko-bolszewickiej. Został awansowany do stopnia podporucznika artylerii ze starszeństwem z dniem 1 czerwca 1922. Dziesięć lat później został awansowany do stopnia porucznika artylerii ze starszeństwem z dniem 2 stycznia 1932. W latach 20. i 30. był oficerem rezerwowym 6 pułku artylerii polowej w Krakowie.
Po wybuchu II wojny światowej 1939 walczył w obronie Modlina. Po nastaniu okupacji niemieckiej został oficerem Armii Krajowej Okręgu Warszawa AK w stopniu majora, służył w Kedywie Komendy Głównej. Był członkiem Delegatury Rządu na Kraj. Uczestniczył w powstaniu warszawskim w szeregach Zgrupowania „Radosław”. Posługiwał się pseudonimem „Kozłowski”. Po upadku powstania opuścił stolicę wraz z ludnością cywilną.
Ukończył studia z tytułem magistra inżyniera. Po wojnie był prezesem Komisji Klasyfikacji Gruntów przy Ministrze Skarbu RP. Działał w Towarzystwie Naukowym Organizacji i Kierownictwa.
Zmarł 25 lipca 1986 w Warszawie. Został pochowany na 29 lipca 1986 na starym cmentarzu Podgórskim w Krakowie.
Był żonaty z Irmą z domu Niemczewską, miał czterech synów, w tym Fryderyka (1924–1944, ps. „Chochołowski”) i Feliksa (1925–1944, ps. „Stefan”), którzy polegli w powstaniu warszawskim, Andrzeja (ur. 1942, prawnik) i dwie córki, w tym Marię (1928–2016, lekarz).

## Odznaczenia
- Krzyż Srebrny Orderu Virtuti Militari[2]
- Złoty Krzyż Zasługi[2]
- Warszawski Krzyż Powstańczy[2]
- Medal Komisji Edukacji Narodowej[2]
- Odznaka Towarzystwa Naukowego Organizacji i Kierownictwa[2]